# Chance the Rapper
Chance the Rapper, de son vrai nom Chancelor Bennett, né le 16 avril 1993 à Chicago, dans l'Illinois, est un rappeur et chanteur américain. Il gagne la reconnaissance du public en 2013 après la diffusion de ses mixtapes sur Internet. Chance est également membre du collectif SAVEMONEY avec Vic Mensa et The Social Experiment.

## Biographie

### Jeunesse et débuts
Chancelor Bennett est depuis très jeune attiré par la musique et tout particulièrement le hip-hop. Lors de ses premières années d'études au Jones College Prep High School de Chicago, il forme un duo de musique urbaine avec l'un de ses amis. Le premier album de rap qu'il écoute est The College Dropout de Kanye West. Au lycée, ses ambitions de travailler dans la musique sont refroidies par certains de ses professeurs qui s'opposent à cette orientation. À 18 ans, il sort sa première mixtape intitulée 10 Day. Celle-ci est téléchargée près de 100 000 fois sur Internet. À la suite de la sortie de 10 Day, il travaille avec des artistes comme Joey Bada$$.

### Acid Rapet reconnaissance (2013)
En janvier 2013, Chance the Rapper apparaît dans la liste du magazine XXL des espoirs du rap américain. Il fait également partie de la liste du magazine Complex des « 10 rappeurs de Chicago à suivre ».
Le 30 avril 2013, Bennett publie sa deuxième mixtape, Acid Rap. Des rappeurs comme BJ The Chicago Kid, Action Bronson, Donald Glover ou Ab-Soul apparaissent sur son album. Durant l'été 2013, il participe à de nombreuses tournées d'artistes hip-hop de renommée mondiale comme Macklemore et assure notamment, aux côtés de Kendrick Lamar, Slaughterhouse et Tyler, The Creator, la première partie du concert d'Eminem au Stade de France. Il se produit également au festival Rock en Seine, à Paris. Le 2 août 2013, il participe au festival Lollapalooza, à Chicago. En fin d'année 2013, Lil Wayne invite Chance The Rapper à venir partager sa chanson You Song sur Dedication 5.
Acid Rap est cité dans de nombreuses listes des 50 meilleurs albums de l'année effectuées par la presse spécialisée ; il est classé 26e par Rolling Stone, 12e par Pitchfork et 4e par le magazine Complex. Il est également l'un des 50 albums préférés par NPR Music en 2013
Chance se lance dans sa tournée Social Experiment Tour, à Campagn le 25 octobre 2013, jusqu'au 19 décembre 2013.

### The Social Experiment,Surf, et tournée (depuis 2014)

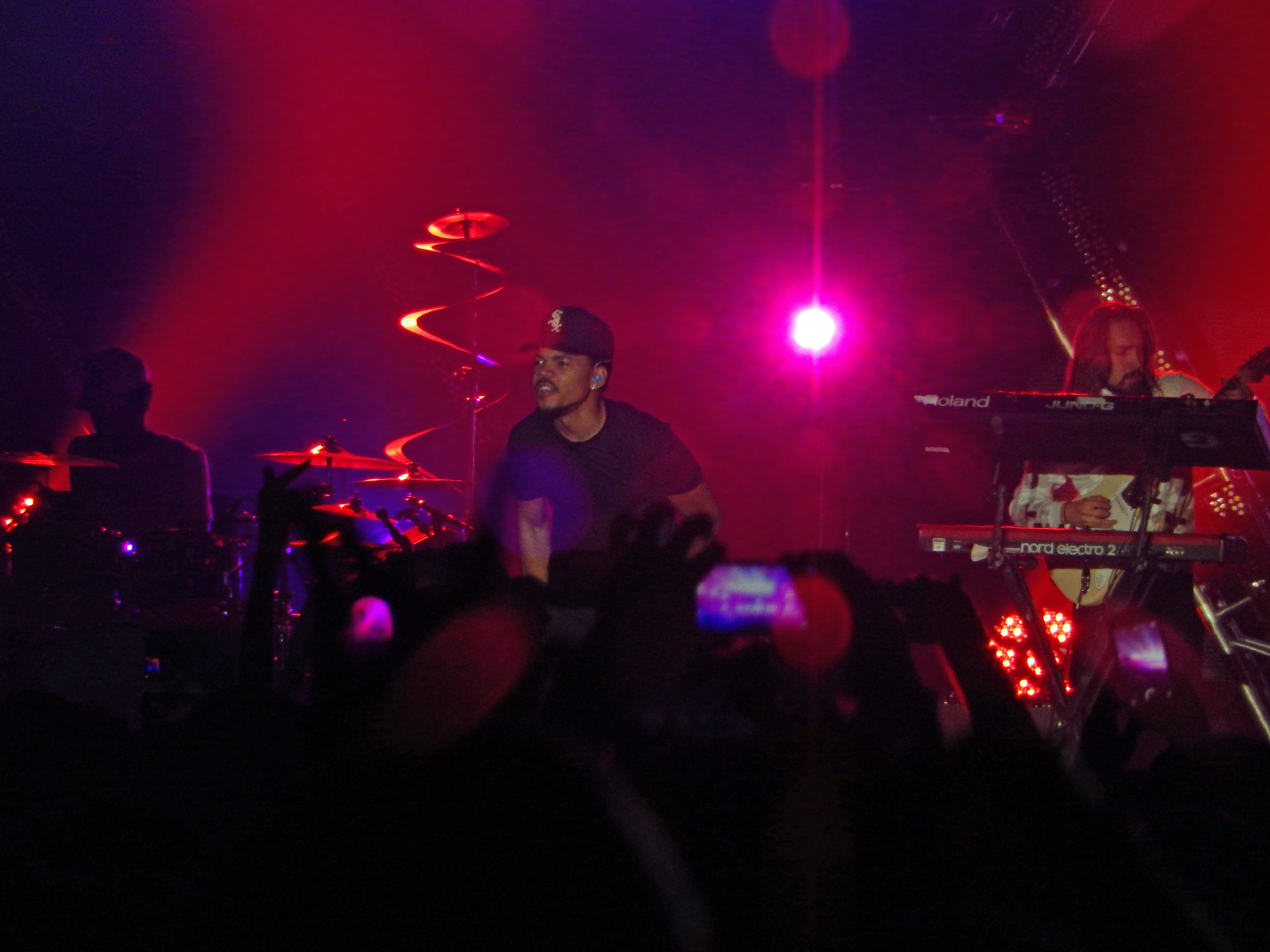
Chance the Rapper, sur scène en 2016.

Au printemps 2014, il fait partie de la XXL Freshman Class 2014 du magazine XXL, aux côtés de Rich Homie Quan, Isaiah Rashad, Ty Dolla $ign, Vic Mensa, August Alsina, Troy Ave, Kevin Gates, Lil Bibby, Jon Connor et Lil Durk.
En 2014, il collabore avec Madonna sur la chanson Iconic, issue de l'album Rebel Heart, publié le 10 mars 2015.
En janvier 2015, Bennett est listé dans la Forbes 30 Under 30. En mars 2015, Bennett publie un court-métrage intitulé Mr. Happy réalisé par Colin Tilley. Mr. Happy se centre sur le personnage principal, Victor, luttant contre la dépression et la tentation de se suicider. Après plusieurs tentatives échouées de suicide, il fait la rencontre de Mr. Happy. Le 30 avril 2015, Bennett participe à la Hiphop Archive & Research Institute à l'université Harvard. Le 30 avril le jour du 3e anniversaire d'Acid Rap il annonce sur Twitter la sortie de sa troisième mixtape et projet solo Chance 3 dont la sortie est prévue le 13 mai.
En 2020, il présentera les Kids' Choice Awards. Cette émission fut reportée à une date non définie à ce jour (16 août 2025), en raison de la pandémie de Covid-19.

### Vie privée et engagements
En juillet 2015, Bennet a annoncé attendre son premier enfant avec sa compagne, Kirsten Corley qu’il fréquente depuis 2013. Elle donne naissance à une fille, Kensli, en septembre 2015.
Bennet est chrétien et assume sa foi. Il se définit lui-même comme un rappeur chrétien. Il se réfère en effet à Dieu et à Jésus Christ dans plusieurs de ses chansons. Ainsi, le single de Justin Bieber, Holy, auquel il participe, aborde les thèmes de la loyauté et de la foi.

## Discographie

### Mixtapes
- 2012 : 10 Day
- 2013 : Acid Rap
- 2016 : Coloring Book

### Albums Studios
- 2019 : The Big Day
- 2025 : Star Line